# Paul Felder
Paul Robert Felder, född 25 april 1984 i Philadelphia, PA, USA är en kommentator för UFC och före detta professionell MMA-utövare som 2014 till sin pensionering som aktiv fajter 2021 även tävlade i UFC.

## Karriär

### Mästerskap och utmärkelser

#### Titlar
- Cage Fury Fighting Championship-mästare i lättvikt 22 mars 2014 till 4 oktober 2014
  - Ett titelförsvar mot  Craig Johnson vid CFFC 38, 9 augusti 2014

#### Performance of the Night
1. Mot  Danny Castillo vid UFC 182, 3 januari 2015, i lättvikt

2. Mot  Alessandro Ricci vid UFC Fight Night 105, 19 februari 2017, i lättvikt

3. Mot  Stevie Ray vid UFC Fight Night 113, 16 juli 2017, i lättvikt

#### Fight of the Night
1. Mot  Edson Barboza vid UFC on Fox 16, 25 juli 2015, i lättvikt

2. Mot  Dan Hooker vid UFC Fight Night 168, 23 februari 2020, i lättvikt

3. Mot  Rafael dos Anjos vid UFC Fight Night 183, 14 november 2020, i lättvikt